# Къща на Георги Фингов
Къщата на Георги Фингов се намира на улица „Шипка“ № 38 в район Средец, София. 
Проектирана е през 1906 г. от архитект Георги Фингов за семейството му. Нанасят се в нея на 1 юни 1909 г. В дома му гостуват писатели и художници, както и членове на дружеството „Съвременно изкуство“.
Върху фасадата на къщата са изградени няколко свода и веранди, а на колоната до входа е изобразена женска глава с властни черти. Тя е дело на скулптора Андрей Николов. Вътре в къщата са изградени масивни дървени колони, плъзгащи се врати, а по стените има вградени библиотеки, ламперии от круша и махагон с резби, кристални полилеи и медна ламарина около камините.
Пет години след построяването ѝ, изпаднал в дългове, на Георги Фингов му се налага да продаде къщата. Купена е от инж. Петко Теодоров, брат на Теодор Теодоров и собственик на златните мини в Перник, за кратко кмет на София. В къщата се организират светски балове по това време. След 1947 г. къщата е национализирана и превърната в детска градина. На двете дъщери на Петко Теодоров – Анна и Мария е оставен горният етаж.
През 1978 г. къщата е обявена за архитектурно-строителен паметник на културата от местно значение.